# Xã Jamestown, Quận Howard, Iowa
Xã Jamestown (tiếng Anh: Jamestown Township) là một xã thuộc quận Howard, tiểu bang Iowa, Hoa Kỳ. Năm 2010, dân số của xã này là 595 người.